# Ottrott
Ottrott es una localidad y comuna francesa, situada en el departamento de Bajo Rin en la región de Alsacia.
Situada a 30 km al suroeste de Estrasburgo se encuentra al pie del santuario del Monte Sainte-Odile y es conocido por la elaboración de los vinos de la denominación Rouge d'Ottrot.

## Demografía
| 1043 | 1074 | 1115 | 1303 | 1501 | 1513 |
| Para los censos de 1962 a 1999 la población legal corresponde a la población sin duplicidades (Fuente: INSEE [Consultar]) |      |      |      |      |      |

## Patrimonio

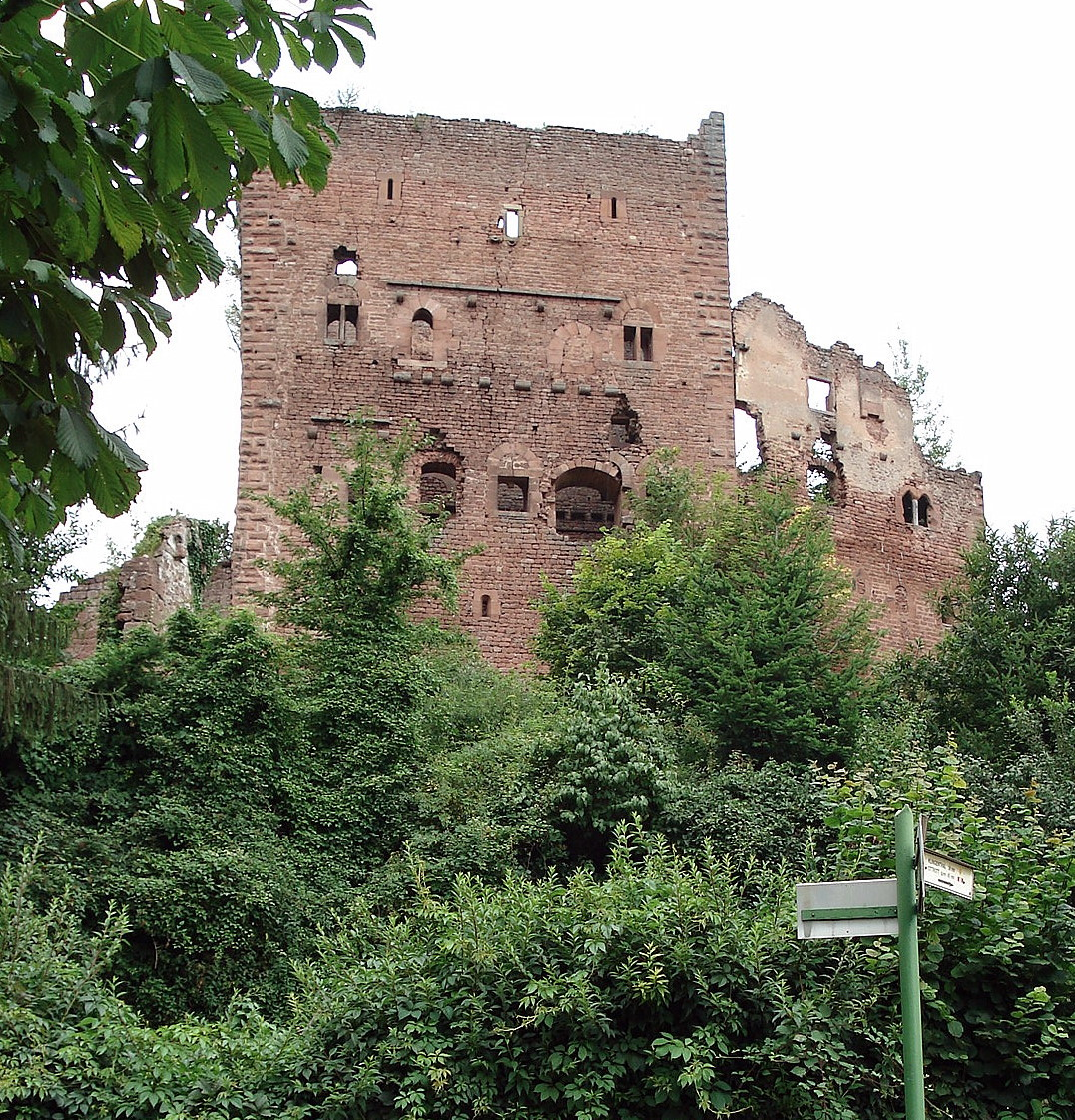
Vestigios del Castillo de Rathsamhausen

- Iglesia de Saints Simon y Jude, construida en 1771.
- Capilla Saint Nicolas, finales del siglo XII
- Monasterio y sitio del Monte Sainte-Odile
- Castillo de Lutzelbourg, siglo XIII -siglo XV
- Castillo de Rathsamhausen, siglo XIII -siglo XV
- Castillo de Koepfel
- Castillo de Windeck, mitad siglo XVIII
- Castillo de Dreistein, siglo XIII
- Castillo de Hagelschloss, siglo XIII
- Castillo de Birkenfels, siglo XIII
- Castillo de Kagenfels, siglo XIII
- Muro pagano del Monte Sainte-Odile